# Fyrfötterna (Tiveds socken, Västergötland, 651631-143305)
Fyrfötterna är en sjö i Laxå kommun i Västergötland och ingår i Motala ströms huvudavrinningsområde. Sjöns area är 0,0007 kvadratkilometer och den är belägen 185 meter över havet.